# Douvrend
Douvrend település Franciaországban, Seine-Maritime megyében. Lakosainak száma 511 fő (2022. január 1.). Douvrend Bailly-en-Rivière, Envermeu, Notre-Dame-d’Aliermont, Saint-Nicolas-d’Aliermont, Saint-Ouen-sous-Bailly és Wanchy-Capval községekkel határos.

## Népesség
A település népességének változása:
| Lakosok száma | 509  | 523  | 534  | 522  | 522  | 523  | 522  | 523  | 511  |
|               | 2013 | 2015 | 2016 | 2017 | 2018 | 2019 | 2020 | 2021 | 2022 |